# Pontiac Fiero
La Fiero est un petit coupé produit par le constructeur automobile Pontiac, filiale de General Motors, de 1984 à 1988. Elle fut dessinée par Hulki Aldikacti, peut-être inspirée (jusque dans les prises d'air) par la Fiat X1/9, sortie douze ans plus tôt.[réf. souhaitée] Elle était la première voiture à deux places de chez Pontiac depuis les coupés de 1926 et de 1930. Le nom de "Fiero" signifie "fier" en italien.
Le moteur en position centrale est soit un 4 cylindres peu puissant sur la Fiero "de base" dont la silhouette affiche trois volumes bien marqués. Soit, sur la Fiero GT, un V6 plus musclé. Cette version GT dispose d'arches de pavillon derrière l'habitacle, prolongeant les surfaces vitrées latérales et procurant une silhouette deux volumes. Pour autant, la Fiero GT ne dispose pas de hayon et demeure une deux portes.

## Apparitions
- Dans la série How I Met Your Mother, la Fiero est la voiture de Marshall Eriksen, l'un des personnages principaux.
- Elle apparait aussi régulièrement comme étant la voiture de Badger dans la série Breaking Bad.
- C'est la voiture d'Adam Sandler dans le film That's my boy.
- C'est la voiture de Mark Wahlberg dans le film No Pain No Gain.
- Une Pontiac Fiero blanche est également la voiture de la sœur de Ferris Bueller dans le film La Folle Journee De Ferris Bueller.
- La Pontiac de couleur rouge fait une apparition dans l'épisode 9 de la seconde saison Young Sheldon.
- Dans la saison 12 de Trailer Park Boys, une Fiero est conduite par Bubbles.
- Elle apparaît également dans l'épisode 25 de la saison 1 de la série manga Nicky Larson .
- Une version modifiée de la Fiero, attachée à un moteur de fusée, apparait dans Fast and Furious 9.
- Mitch Blanko (Ryan Reynolds) conduit une Pontiac Fiero dans Échange standard.